# Marathon Cup 15; finale 2024
De Marathonschaatsen 2023/2024 Marathon Cup 15; finale 2024 was de zesentwintigste wedstrijd van het marathonseizoen die op zondag 3 maart 2024 plaatsvond in de Elfstedenhal in Leeuwarden. Het was de finale van de Marathon Cup en de afsluitende wedstrijd van dit marathonseizoen.
Eindklassementwinnaar Harm Visser had de Daikin Marathon Cup afgesloten in stijl. In de massasprint na 125 ronden snelde Visser naar zijn negende dagzege in de cup. Nederlands kampioen Luc ter Haar was goed voor de tweede plaats en stelde zo ook die klassering in de eindstand veilig, Bart Hoolwerf moest na een misslag in de laatste bocht genoegen nemen met de derde plaats. Sjoerd den Hertog eindigde het seizoen na een vierde plaats in de daguitslag als derde. Het was nieuwjaarsdag in dezelfde voorlaatste bocht in Leeuwarden dat Harm Visser als gedoodverfde kampioen ten val kwam tijdens het NK. Nu was het in diezelfde bocht dat Visser met een indrukwekkende actie zich in de beste positie wist te zetten. Tussen de andere snelle mannen door kwam Visser naar de eerste plek voordat hij de laatste bocht door naar de winst snelde. Bart Hoolwerf hield de laatste bocht nog net maar was al geklopt voor de dagzege. Ook Luc ter Haar kwam Hoolwerf nog voorbij en de Nederlands kampioen van twee maanden terug plaatste zich nu als tweede in de cupfinale. Bij de top-divisie vrouwen won Irene Schouten de finalewedstrijd. Schouten, die vorige week afscheid nam van het langebaanschaatsen maar wel nog heeft aangegeven volgend seizoen enkele marathons te zullen gaan rijden, won de pelotonsprint. Esther Kiel bleef nog het dichtst bij de Nederlands kampioene en eindigde als tweede. Oranjepakdraagster Elsemieke van Maaren sprintte naar de derde plaats en verzekerde zich daarmee van de eindzege in de Daikin Marathon Cup.

De wedstrijd voor beloftenmannen werd gewonnen door Jorian ten Cate. In de sprint van een kopgroep van vijftien was hij de snelste van de dag voor Bram Kras en Daan Berkhout. Berkhout ging door zijn derde plaats Arn Botman nog voorbij in de strijd om de tweede plaats in het eindklassement. Klassementsleider Wisse Slendebroek was afwezig bij de finale in verband met het Junioren-NK langebaan maar zag zijn eindzege niet meer in gevaar komen. Gioya Lancee had de wedstrijd van de beloftenvrouwen gewonnen. Het klassement dat voor de laatste wedstrijd slechts luttele punten verschil kende werd gewonnen door Jet Fransen die met een tweede plaats. Maaike Koelewijn, die als de nummer twee de finale begon, moest in de sprint haar meerdere erkennen in Fransen en eindigde als derde op het dagpodium. 

## Tijdschema
| Datum               | Tijd (CET) | Onderdeel           |
| ------------------- | ---------- | ------------------- |
| Zondag 3 maart 2024 | 12:00      | Beloften vrouwen    |
| Zondag 3 maart 2024 | 13:15      | Top-divisie vrouwen |
| Zondag 3 maart 2024 | 14:30      | Top-divisie mannen  |
| Zondag 3 maart 2024 | 16:20      | Beloften mannen     |

## Podia
| Klasse              | Eerste          | Tweede       | Derde                |
| ------------------- | --------------- | ------------ | -------------------- |
| Top-divisie mannen  | Harm Visser     | Luc ter Haar | Bart Hoolwerf        |
| Top-divisie vrouwen | Irene Schouten  | Esther Kiel  | Elsemieke van Maaren |
| Beloften mannen     | Jorian ten Cate | Bram Kras    | Daan Berkhout        |
| Beloften vrouwen    | Gioya Lancee    | Jet Fransen  | Maaike Koelewijn     |

## Uitslag Top-divisie mannen[2]
| #      | Rijder               | Nationaliteit | Ploeg                             | Ronde | Punten |
| ------ | -------------------- | ------------- | --------------------------------- | ----- | ------ |
| Goud   | Harm Visser          | Nederland     | Team Jumbo Visma                  | 125   | 35,1   |
| Zilver | Luc ter Haar         | Nederland     | Bouwselect / De Haan Westerhoff   | 125   | 29     |
| Brons  | Bart Hoolwerf        | Nederland     | Team Reggeborgh                   | 125   | 24     |
| 4      | Sjoerd den Hertog    | Nederland     | Royal A-ware                      | 125   | 20     |
| 5      | Niels Overvoorde     | Nederland     | Sportchaletviehhofen.at           | 125   | 17     |
| 6      | Jeroen Janissen      | Nederland     | OKAY/Interfarms                   | 125   | 15     |
| 7      | Daan Gelling         | Nederland     | Royal A-ware                      | 125   | 14     |
| 8      | Tjerk de Boer        | Nederland     | Royal A-ware                      | 125   | 13     |
| 9      | Ronald Kruijer       | Nederland     | Bouwselect / De Haan Westerhoff   | 125   | 12     |
| 10     | Indra Médard         | België        | Sprog                             | 125   | 11     |
| 11     | Robert Post          | Nederland     | Team Jumbo Visma                  | 125   | 10     |
| 12     | Kevin Hoekstra       | Nederland     | Bouwselect / De Haan Westerhoff   | 125   | 9      |
| 13     | Peter Michael        | Nieuw-Zeeland | A6.nl / KMC                       | 125   | 8      |
| 14     | Joram Verkerk        | Nederland     | VGR Sport / Galesloot constructie | 125   | 7      |
| 15     | Stefan Wolffenbuttel | Nederland     | OKAY/Interfarms                   | 125   | 6      |
| 16     | Bart Mol             | Nederland     | A6.nl / KMC                       | 125   | 5      |
| 17     | Axel Koopman         | Nederland     | VGR Sport / Galesloot constructie | 125   | 4      |
| 18     | Christoffel Hendriks | Nederland     | Port of Amsterdam / SKITS         | 125   | 3      |
| 19     | Luuk Loohuis         | Nederland     | Port of Amsterdam / SKITS         | 125   | 2      |
| 20     | Remco Stam           | Nederland     | Team Jumbo Visma                  | 125   | 1      |

125 ronden
1:03:49uur (gem. 30,6sec) 47,0km/h

## Uitslag Top-divisie vrouwen[3]
| #      | Rijder                 | Nationaliteit | Ploeg                               | Ronde | Punten |
| ------ | ---------------------- | ------------- | ----------------------------------- | ----- | ------ |
| Goud   | Irene Schouten         | Nederland     | Team Albert Heijn Zaanlander        | 80    | 35,1   |
| Zilver | Esther Kiel            | Nederland     | BDM / BTZ                           | 80    | 29     |
| Brons  | Elsemieke van Maaren   | Nederland     | BDM / BTZ                           | 80    | 24     |
| 4      | Sofia Schilder         | Nederland     | Van Ramshorst Renault               | 80    | 20     |
| 5      | Bente Kerkhoff         | Nederland     | Team Albert Heijn Zaanlander        | 80    | 17     |
| 6      | Tessa Snoek            | Nederland     | VGR Sport / Vreugdenhil dairy foods | 80    | 20     |
| 7      | Laura Lorenzato        | Italië        | A6.nl / KMC                         | 80    | 19     |
| 8      | Merel Bosma            | Nederland     | BDM / BTZ                           | 80    | 18     |
| 9      | Ineke Dedden           | Nederland     | BDM / BTZ                           | 80    | 12     |
| 10     | Beau Wagemaker         | Nederland     | PMG Bakker                          | 80    | 11     |
| 11     | Hilde Noppert          | Nederland     | Bouwbedrijf De Vries                | 80    | 10     |
| 12     | Evi Gelling            | Nederland     | Turner                              | 80    | 9      |
| 13     | Loesanne van der Geest | Nederland     | PMG Bakker                          | 80    | 8      |
| 14     | Veerle van Koppen      | Nederland     | Gewest Fryslan / Victron Energy     | 80    | 7      |
| 15     | Merel Conijn           | Nederland     |                                     | 80    | 6      |
| 16     | Emma Engbers           | Nederland     | VGR Sport / Vreugdenhil dairy foods | 80    | 5      |
| 17     | Pien van den Bos       | Nederland     | Wokke Vastgoed                      | 80    | 4      |
| 18     | Esmee Visser           | Nederland     | Bouwbedrijf De Vries                | 80    | 3      |
| 19     | Paula Konijn           | Nederland     | Haak powered by OCRE                | 80    | 2      |
| 20     | Olin Verhoog           | Nederland     | Haak powered by OCRE                | 80    | 1      |

80 ronden
0:43:30uur (gem. 32,6sec) 44,1km/h

## Uitslag beloften mannen[4]
| Rijder | Nationaliteit       | Ploeg     | Ploeg                                  | Ronde | Punten |
| ------ | ------------------- | --------- | -------------------------------------- | ----- | ------ |
| Goud   | Jorian ten Cate     | Nederland | OKAY/Interfarms                        | 101   | 40,1   |
| Zilver | Bram Kras           | Nederland | Wokke Vastgoed                         | 101   | 34     |
| Brons  | Daan Berkhout       | Nederland | Van Ramshorst Renault                  | 101   | 29     |
| 4      | Jasper Tinga        | Nederland | Douma Staal                            | 101   | 25     |
| 5      | Jochem Posthumus    | Nederland | Speelman / Kuil                        | 101   | 22     |
| 6      | Nino van Dijk       | Nederland | Traumeel Gel                           | 101   | 20     |
| 7      | Matthé Pronk        | Nederland | SKITS                                  | 101   | 19     |
| 8      | Ruben Verkerk       | Nederland | Ormer ICT                              | 101   | 18     |
| 9      | Björn Bakker        | Nederland | OKAY/Interfarms                        | 101   | 17     |
| 10     | Max van Honschoten  | Nederland |                                        | 101   | 16     |
| 11     | Simon de Smit       | Nederland | Vector                                 | 101   | 15     |
| 12     | Jelle Koeleman      | Nederland | Spieren voor Spieren / Douna Machinery | 101   | 14     |
| 13     | Hylke de Boer       | Nederland | Wokke Vastgoed                         | 101   | 13     |
| 14     | Niek Berden         | Nederland | Traumeel Gel                           | 101   | 12     |
| 15     | Jesse Vollaard      | Nederland | Vector                                 | 101   | 11     |
| 16     | Ivo de la Porte     | Nederland | Bouwselect / De Haan Westerhoff        | 100   | 5      |
| 17     | Gert-Jan van Diepen | Nederland |                                        | 100   | 4      |
| 18     | Chris Berkhout      | Nederland | Van Ramshorst Renault                  | 100   | 3      |
| 19     | Chris de Velde      | Nederland | Gewest Fryslan / Victron Energy        | 100   | 2      |
| 20     | Arn Botman          | Nederland | Wokke Vastgoed                         | 100   | 1      |

100 ronden
0:53:15uur (gem. 32,0sec) 45,1km/h

## Uitslag beloften vrouwen[5]
| #      | Rijder                    | Nationaliteit | Ploeg                               | Ronde | Punten |
| ------ | ------------------------- | ------------- | ----------------------------------- | ----- | ------ |
| Goud   | Gioya Lancee              | Nederland     | BDM / BTZ                           | 60    | 35,1   |
| Zilver | Jet Fransen               | Nederland     | Wokke Vastgoed                      | 60    | 29     |
| Brons  | Maaike Koelewijn          | Nederland     | Fortune Coffee                      | 60    | 24     |
| 4      | Iris Tiben                | Nederland     | Wokke Vastgoed                      | 60    | 20     |
| 5      | Liset Speelman            | Nederland     | Speelman / Exclusief Vastgoedbeheer | 60    | 17     |
| 6      | Sanne Westra              | Nederland     | Gewest Fryslan / Victron Energy     | 60    | 15     |
| 7      | Manon Gremmen             | Nederland     | Husqvarna / Praktijk Centrum Bomen  | 60    | 14     |
| 8      | Mayke Vriesinga           | Nederland     |                                     | 60    | 13     |
| 9      | Carla Ketellapper-Zielman | Nederland     |                                     | 60    | 12     |
| 10     | Anna Marit Sybrandi       | Nederland     | Boltrics                            | 60    | 11     |
| 11     | Iris Mulder               | Nederland     | Fortune Coffee                      | 60    | 10     |
| 12     | Esmée Brommer             | Nederland     | PMG Bakker                          | 60    | 9      |
| 13     | Rienke Boonstra           | Nederland     | Leontienhuis                        | 60    | 8      |
| 14     | Tara Donoghue             | Ierland       | Leontienhuis                        | 60    | 7      |
| 15     | Iza Stekelenburg          | Nederland     | Vector                              | 60    | 6      |
| 16     | Mirjam Thomas             | Nederland     | Gewest Fryslan / Victron Energy     | 60    | 5      |
| 17     | Thirza Koers              | Nederland     | Speelman / Exclusief Vastgoedbeheer | 60    | 4      |
| 18     | Hilde-Marije Dijkstra     | Nederland     | The B team                          | 60    | 3      |
| 19     | Britt van Wees            | Nederland     | Wokke Vastgoed                      | 60    | 2      |
| 20     | Kaat van Steekelenburg    | Nederland     | Fortune Coffee                      | 60    | 1      |

60 ronden
0:34:16uur (gem. 34,3sec) 42,0km/h

### Snelste wedstrijdgemiddelde
| Klasse              | Snelste gemiddelde       | Tijd     | Ronden | Schaatsster     | Nationaliteit | Ploeg                        |
| ------------------- | ------------------------ | -------- | ------ | --------------- | ------------- | ---------------------------- |
| Top-divisie Mannen  | 47,0 km/h (gem. 30,6sec) | 01:03:49 | 125    | Harm Visser     | Nederland     | Team Jumbo Visma             |
| Top-divisie Vrouwen | 44,1 km/h (gem. 32,6sec) | 00:43:30 | 80     | Irene Schouten  | Nederland     | Team Albert Heijn Zaanlander |
| Beloften Mannen     | 45,1 km/h (gem. 32,0sec) | 00:53:15 | 100    | Jorian ten Cate | Nederland     | OKAY/Interfarms              |
| Beloften Vrouwen    | 42,0 km/h (gem. 34,3sec) | 00:34:16 | 60     | Gioya Lancee    | Nederland     | BDM / BTZ                    |

Marathon Cup 1 · 
Marathon Cup 2 · 
Marathon Cup 3 ·
Marathon Cup 4 · 
Marathon Cup 5 · 
Marathon Cup 6 · 
Marathon Cup 7 · 
Marathon Cup 8 · 
Staatsloterij Schaatsmarathon · 
Marathon Cup 9 · 
NK kunstijs · 
Marathon Cup 10 · 
Eerste schaatsmarathon op natuurijs · 
Tweede schaatsmarathon op natuurijs · 
Marathon Cup 11 · 
Marathon Cup 12 · 
Grand Prix 1 · 
Open NK natuurijs · 
Grand Prix 2 · 
Grand Prix 3 ·
Marathon Cup 13 ·
Marathon Cup 14 · 
Grand Prix 4 · 
Grand Prix 5 · 
Grand Prix 6 ·  
Marathon Cup 15
Klassementen: KNSB Cup ·
Jongeren · 
Ploegen ·
Grand Prix ·
Club-assistent Brabantcup ·
Natuurijs vierdaagse
Lijst van schaatsmarathonrijders 2023/2024